# Twinnia magadensis
Twinnia magadensis är en tvåvingeart som beskrevs av Rubtsov 1973. Twinnia magadensis ingår i släktet Twinnia och familjen knott. Inga underarter finns listade i Catalogue of Life.